# Przygody Syrenki
Przygody Syrenki (jap. 人魚姫マリーナの冒険 Ningyo Hime Marina no daibōken; ang. Saban’s Adventures of the Little Mermaid, niem. Die kleine Meerjungfrau Marina) – koreańsko-japońsko-holendersko-luksembursko-belgijsko-francuski serial animowany w konwencji anime realizowany na podstawie baśni Hansa Christiana Andersena.
W 2001 roku, po przejęciu przez The Walt Disney Company Fox Kids Worldwide, w tym Saban Entertainment, prawa do serialu przeszły na Disneya.

## Opis fabuły
Serial rozgrywa się w głębinach oceanu. Żyje tam Król Mórz, który ma sześć córek – syrenek. Marina, najmłodsza i najpiękniejsza z nich, zafascynowana jest światem nad powierzchnią morza. Syrenka Marina musi się zmagać ze złą Hedwigą, która ma z nią do czynienia. Tytułowej bohaterce pomagają: konik morski, bóbr i książę Krystian.

## Postacie
- Marina – główna bohaterka serialu. Jest najmłodszą i najładniejszą z innych syrenek, fascynuje się światem nad powierzchnią morza.
- Książę Krystian – kochanek Mariny.
- Lili – konik morski, przyjaciółka Mariny.
- Hedwiga – czarownica o niebieskim ciele, główny wróg Mariny.
- Achli – sługa Hedwigi. Jest rekinem młotem. Niezbyt rozgarnięty.
- Manta – szpieg zwiadowczy Hedwigi. Jest płaszczką.
- Radzik – wydra płci męskiej. Wygląda jak bóbr. Przyjaciel Mariny. Należy do Anzelma.
- Barnaba – utopiec.
- Koralka – syrena. Siostra i wróg Mariny.
- Bobo – ryba. Przyjaciel Mariny.
- Paź – paź Krystiana. Jest przyjacielem Mariny.
- Lothar – zdrajca i rozbójnik.
- Hugo – kraken. Sługa Hedwigi.
- Cecylia – rywalka Mariny.
- Anzelm – mag. Nauczyciel Krystiana. Jest starym wrogiem Hedwigi.

## Twórcy
Produkcja: © 1991 Telescreen Japan – Teleimage – Saban Entertainment
Reżyseria: Bruno Bianchi
Scenariusz na podstawie powieści Hansa Christiana Andersena: Jean Chalopin
Muzyka: Haim Saban, Shuki Levy

## Wersja polska
Wersja polska: dla TVN – Master Film
Reżyseria:
- Ewa Kania (odc. 1-12, 18-20, 25-26),
- Cezary Morawski (odc. 13-16, 21-23)

Dialogi:
- Joanna Klimkiewicz (odc. 1-3, 7, 10-16, 20-22),
- Magdalena Dwojak (odc. 4-6, 8-9, 18-19, 23, 25-26)

Dźwięk:
- Elżbieta Mikuś (odc. 1-12),
- Katarzyna Paluchowska (odc. 13-26)

Montaż:
- Jan Graboś (odc. 1-12),
- Paweł Siwiec (odc. 13-26)

Kierownictwo produkcji: Ewa Chmielewska
Wystąpili:
- Monika Kwiatkowska – Marina
- Jacek Kopczyński – Książę Krystian
- Agnieszka Matysiak – Hedwiga
- Anna Apostolakis – Lili
- Mirosław Zbrojewicz – Anzelm
- Tomasz Marzecki – Achli
- Sławomir Pacek – Paź
- Paweł Iwanicki – Rodzik
- Jonasz Tołopiło – Barnaba
- Katarzyna Tatarak – Bobo
- Adam Bauman – Lothar
- Marcin Troński – Król
- Ewa Kania – Narrator
- Joanna Węgrzynowska
- Artur Kaczmarski
- Katarzyna Kozak
- Elżbieta Bednarek
- Izabela Dąbrowska

i inni
Lektor: Maciej Gudowski
Teksty piosenek: Andrzej Brzeski
Opracowanie muzyczne: Eugeniusz Majchrzak
Piosenkę tytułową śpiewały: Katarzyna Łaska, Anna Apostolakis i Magdalena Gruziel

## Odcinki
- Serial liczy 26 odcinków. W Jetix Play pomijane były 2 odcinki: 17. i 24.
- Wcześniej był emitowany na kanałach Fox Kids i TVN oraz Jetix Play.
- W Jetix Play serial był emitowany od 1 listopada 2003 roku (odcinki 1-20). Kolejne odcinki (21-26) były emitowane od 10 czerwca 2006 roku.

### Spis odcinków
| N/o | Polski tytuł               | Angielski tytuł                | Niemiecki tytuł                |
| --- | -------------------------- | ------------------------------ | ------------------------------ |
|     |                            |                                |                                |
| 01  | Powrót do morza            | Return To The Sea              | Eine unmögliche Liebe          |
|     |                            |                                |                                |
| 02  | Złota sztabka              | The Golden Tablet              | Die goldene Tafel              |
|     |                            |                                |                                |
| 03  | Księżniczka Bianka         | Water, Water Everywhere        | Der Maskenball                 |
|     |                            |                                |                                |
| 04  | Cętki Barnaby              | A Leopard And Her Spots        | Die Entführung                 |
|     |                            |                                |                                |
| 05  | Pieśń o Krystianie         | Wither Thou Goest              | Hinterhältige Geschäfte        |
|     |                            |                                |                                |
| 06  | Co jest grane?             | What’s Cokkin’?                | Liebe, böse Hedwig             |
|     |                            |                                |                                |
| 07  | Studnia życzeń             | Be Careful What You Wish       | Der verzauberte Wunschbrunnen  |
|     |                            |                                |                                |
| 08  | Poranek w lesie            | A Day In The Country           | Der Zauberlehrling             |
|     |                            |                                |                                |
| 09  | Bezpieczny depozyt         | Safe Deposit                   | Die magische Tafel             |
|     |                            |                                |                                |
| 10  | Pomylony przepis           | Sugar & Spice                  | Ein Baby räumt auf             |
|     |                            |                                |                                |
| 11  | Prawdziwi przyjaciele      | A Friend Indeed                | Kleiner Delphin, ganz groß     |
|     |                            |                                |                                |
| 12  | Tańcz jak ci zagra wiedźma | Sing Along With Witch          | Die magische Flöte             |
|     |                            |                                |                                |
| 13  | Towarzysz zabaw            | Big Best Friend                | Ärger mit den Mitarbeitern     |
|     |                            |                                |                                |
| 14  | Zamek Tartaru              | Quest For The Golden Tablet    | Auch Prinzen sind nur Menschen |
|     |                            |                                |                                |
| 15  | Źle dostarczona przesyłka  | A Case Of Mistaken Identity    | Mißverständnis mit Folgen      |
|     |                            |                                |                                |
| 16  | Piękna i Bestia            | Beauty & The Beast             | Der Geist in der Flasche       |
|     |                            |                                |                                |
| 17  | Przyjaciel do pomocy       | A friend must help             | Freunde muß man haben          |
|     |                            |                                |                                |
| 18  | Dziewczyna w stroju syreny | A Mortal In Mermaid’s Clothing | Eine böse Erfahrung            |
|     |                            |                                |                                |
| 19  | Porwany dla okupu          | Nature Hike                    | Lothar spielt falsch           |
|     |                            |                                |                                |
| 20  | Miłosny eliksir            | My Bonnie Lies Under The Sea   | Die falsche Meerjungfrau       |
|     |                            |                                |                                |
| 21  | Urodzinowe prezenty        | The Trojan Sea Horse           | Das trojanische Seepferd       |
|     |                            |                                |                                |
| 22  | Fatalna pomyłka            | A Rose By Any Other Name       | Im Namen der See-Rosen         |
|     |                            |                                |                                |
| 23  | Tajemnicza mapa            | X Marks The Spot               | Eine tolle Erfindung           |
|     |                            |                                |                                |
| 24  | Wielki piknik              | The Great Picnic               | Ein gefährliches Picknick      |
|     |                            |                                |                                |
| 25  | Seans hipnozy              | Hold That Thought              | Wer Anderen eine Grube gräbt   |
|     |                            |                                |                                |
| 26  | Nie drażnić małża          | Waste Not, Want Not            | Sesam, öffne Dich              |
|     |                            |                                |                                |